# Øygarden
Øygarden ist eine Kommune in Midthordland im Fylke Vestland. Mit 40.105 Einwohnern (Stand: 1. Januar 2025) ist sie nach Bergen die zweitgrößte Kommune in Vestland. Ihr Verwaltungssitz ist Straume, weitere Kommunezentren sind Rong, Ågotnes und Skogsvåg.

## Geografie
Øygarden besteht aus einer Inselkette, die sich vom Fedjeosen im Norden bis zum Krossfjord im Süden erstreckt. Im Westen liegen die Nordsee und dahinter die Shetlandinseln, im Osten der Hjeltefjord und der Raunefjord. Nachbargemeinden sind Fedje im Norden, Alver im Nordosten, Askøy und Bergen im Osten und Austevoll im Süden.
Insgesamt zählen 1525 Inseln und Schären zur Gemeinde, von denen etwa 37 ganzjährig bewohnt sind. Die größte Insel ist Sotra, auf der sich auch die höchsten Erhebungen, Liatårnet (317 Meter) und Veten (285 Meter), befinden.

## Einwohner
Durch die Nähe zu Bergen kann Øygarden seit langem eine positive Bevölkerungsentwicklung, vor allem auf den Inseln Litlesotra, Bildøyna und zentralen Teilen von Sotra, vorweisen. Seit der Gemeindegründung im Jahr 2020 ist die Bevölkerungszahl um etwa 1000 Personen gestiegen. In den 21 Ortschaften leben etwa 73 % der Einwohner, weniger als im norwegischen Durchschnitt. Die größten Ballungszentren sind Knarrevik/Straume mit 12.353 und Ågotnes mit 3623 Einwohnern.
Die Einwohner der Gemeinde werden abhängig von ihrer ehemaligen Gemeinde Øygarding, Sundsokning, Fjellsokning genannt. Die ursprünglich abfällige, vor allem von Bergensern benutzte, Bezeichnung stril oder havstril für die Bewohner der umliegenden Inseln, wird heute vor allem im positiven Sinne verwendet.
Offizielle Schriftsprache ist wie in vielen Kommunen in Vestland Nynorsk, die weniger weit verbreitete der beiden norwegischen Sprachformen.

## Geschichte
Am 20. Juni 2016 beschlossen die Gemeinderäte in Fjell, Sund und Øygarden einen Antrag zur Gemeindefusion zu stellen. Der Zusammenschluss der Gemeinden war ein Teil der Kommunalreform in Norwegen. Das Storting genehmigte den Zusammenschluss am 17. Juni 2018.
In einer gemeinsamen Gemeinderatssitzung für Fjell, Sund und Øygarden am 21. Juni 2017 wurde beschlossen, dass die neue Großgemeinde Øygarden heißt und am 1. Januar 2020 in Kraft tritt. Das neue Gemeindezentrum der Kommune ist in Straume auf Litlesotra in der ehemaligen Gemeinde Fjell, während als neues kommunales Wappen das ehemalige Gemeindewappen von Sund, das Leuchtturmfeuer, genommen wurde.